# Kardinalprotektor
Als Kardinalprotektor bezeichnet man jene Kardinäle der römisch-katholischen Kirche, die im Konsistorium und in den Kardinalskongregationen die jeweiligen kirchlichen Angelegenheiten eines Landes oder eines Ordens vertreten.
Man unterscheidet folglich die Kardinalprotektoren für religiöse Orden (protector ordinis) von solchen für einzelne Länder (protector nationis). Erste wurden bereits seit Anfang des 13. Jahrhunderts ernannt, letzte erstmals 1425, seit Ende des 15. Jahrhunderts regelmäßig.
Für folgende Länder ernannten die jeweiligen Regenten Kardinalprotektoren als ihre Interessensvertreter an der römischen Kurie: Deutsche Nation, österreichische Erbländer (mit Böhmen und Ungarn), Dänemark, England, Flandern, Frankreich, Irland, Polen, Portugal, Savoyen, Schottland, Schweden, Spanien mit vier Protektoraten (Aragon, Kastilien, Neapel, Sizilien) sowie die Republiken Genua und Ragusa.
Ihnen stand das ausschließliche Recht zu, die Neubesetzungen der Bistümer und Klöster der von ihnen vertretenen Länder bei der Kurie in Rom vorzuschlagen und zu referieren.
Seit 1517 ernannten die Protektoren ihrerseits Vizeprotektoren als Vertreter, die ebenfalls Kardinäle waren. Aus diesen wurden 1621 Komprotektoren, welche ebenfalls vom Regenten bestellt waren. In der Regel vertraten Letztgenannte die Geschäfte in Rom, während die eigentlichen Kardinalprotektoren meist ein eigenes Bistum oder andere Aufgaben zu verwalten hatten und eigentlich nur noch einen Ehrentitel führten. Zeitweise waren auch zwei Komprotektoren zugleich berufen. Umgekehrt waren zeitweise nicht beide Posten zugleich besetzt.
Die Kardinalprotektoren wurden entbehrlich, als die Staaten zunehmend ständige Gesandte bzw. Botschafter an der römischen Kurie einrichteten. Letzter Inhaber war bis zu seinem Tod 1930 der Kardinalprotektor von Portugal, Vincenzo Vannutelli. Im Folgenden sind die Kardinalprotektoren und Vize- bzw. Komprotektoren der deutschen Nation (nationis germanicae) und der österreichischen Erbländer (nationis austriacae) sowie des Kaisertums Österreich aufgeführt.

## Liste der Kardinalprotektoren

### Deutsche Nation
Kardinalprotektoren
- 1492–1503: Francesco Piccolomini
- 1518–1539: Lorenzo Campeggi
- 1540: Pedro Manriquez
- 1540–1542: Girolamo Aleandro
- 1542–1550: Innocenzo Cibo
- 1550–1557: Juan Álvarez de Toledo
- 1557–1573: Otto Truchsess von Waldburg
- 1573–1600: Ludovico Madruzzo
- 1603–1611: Ottavio Paravicini
- 1611–1633: Scipione Borghese
- 1635/36: Franz von Dietrichstein
- 1636–1642: Moritz von Savoyen
- 1644–1666: Girolamo Colonna
- 1666–1682: Friedrich von Hessen-Darmstadt
- 1682–1689: Carlo Pio di Savoia
- 1689–1701: Francesco de’Medici
- 1701–1707: Leopold von Kollonitsch
- 1707–1712: Johann Philipp von Lamberg
- 1712–1725: Christian August von Sachsen-Zeitz
- 1726–1738: Wolfgang von Schrattenbach
- 1738–1751: Sigismund von Kollonitsch
- 1751–1758: Ferdinand Julius von Troyer
- 1758–1765: vakant
- 1765–1779: Alessandro Albani
- 1779–1800: Franziskus von Paula Herzan von Harras

Vize-/Komprotektoren
- 1517–1530: Lorenzo Pucci
- 1530–1532: Wilhelm van Enkevoirt
- 1534–1539: Alessandro Cesarini
- 1538–1540: Girolamo Ghinucci
- 1540–1542: Alessandro Farnese
- 1542–1550: Juan Álvarez de Toledo
- 1550–1553: Bernardo Maffei
- 1557–1559: Pedro Pacheco
- 1558–1568: Clemente Dolera
- 1587–1593: Filippo Spinola
- 1594–1600: Ottavio Paravicini
- 1621–1625: Eitel Friedrich von Hohenzollern
- 1625–1644: Giulio Savelli
- 1644: Girolamo Colonna
- 1665–1682: Carlo Pio di Savoia
- 1690–1693: Josè Saens de Aguirre
- 1694–1700: Francesco del Guidice
- 1701/02 / 1706–1710: Vincenzo Grimani
- 1703-05 / 1708-12: Fabrizio Paolucci
- 1713–1719: Wolfgang von Schrattenbach
- 1719–1722: Michael Friedrich von Althan
- 1722–1726: Alvaro Cienfuegos
- 1735–1743: Niccolò del Giudice
- 1745–1765: Alessandro Albani

### Österreichische Erbländer
Kardinalprotektoren
- 1523–1531: Lorenzo Pucci
- 1532–1535: Giovanni Salviati
- 1540–1542: Girolamo Aleandro
- 1542–1555: Marcello Cervini
- 1555–1580: Giovanni Morone
- 1580–1600: Andreas von Österreich
- 1603–1634: Franz von Dietrichstein
- 1635–1638: Ippolito Aldobrandini
- 1638–1642: Moritz von Savoyen
- 1642–1655: vakant
- 1655–1667: Ernst von Harrach
- 1673–1689: Carlo Pio di Savoia
- 1682–1758: wie „Deutsche Nation“
- 1758–1779: vakant bzw. A. Albani (Komprotektor)
- 1779–1800: Franziskus von Paula Herzan von Harras
- 1800–1823: vakant

Vize-/Komprotektoren
- 1536–1541: Alessandro Cesarini
- 1560–1565: Cristoforo Madruzzo
- 1571: Marcantonio Colonna
- 1574 / 1580/81: Tolomeo Galli
- 1581–1603: Alfonso Gesualdo
- 1584–1587: Antonio Carafa
- 1604–1607: Alfonso Visconti
- 1607–1611: Ottavio Paravicini
- 1612–1621: Pietro Aldobrandini
- 1621–1632: Ludovico Ludovisi
- 1629–1631: Cosimo de Torres
- 1635–1641: Carlo Emmanuele di Savoia
- 1642–1644: Alfonso de la Cueva
- 1644–1655: Ernst von Harrach
- 1645–1664: Girolamo Colonna
- 1664–1667: Fedrigo Sforza
- 1667–1675: Friedrich von Hessen-Darmstadt
- 1690–1743: wie „Deutsche Nation“
- 1743–1779: Alessandro Albani

### Kardinalprotektoren «nationis austriae»
- 1823–1834: Giuseppe Albani
- 1834–1858: vakant
- 1858–1867: Pietro De Silvestri